# VAG AAM-motor
VAG AAM motoren er en benzinmotor på 1,8 liter fra VAG-koncernen. Den er en neddroslet udgave af 1,8 motorerne ABS, ADZ og ANP, alle med 66 kW (90 hk).